# Шумовое загрязнение
Шумовое загрязнение (акустическое загрязнение, англ. Noise pollution, нем. Lärm) — раздражающий шум антропогенного происхождения, нарушающий жизнедеятельность живых организмов и человека. Раздражающие шумы существуют и в природе (абиотические и биотические), однако считать загрязнением их неверно, поскольку живые организмы адаптировались к ним в процессе эволюции.
Главным источником шумового загрязнения являются транспортные средства — автомобили, железнодорожные поезда, корабли и самолёты.
В городах уровень шумового загрязнения в жилых районах может быть сильно увеличен за счёт неправильного городского планирования (например, расположение аэропорта в черте города), другими важными источниками шумового загрязнения в городах являются промышленные предприятия, строительные и ремонтные работы, автомобильная сигнализация, системы вентиляции, собачий лай, шумные люди и т. д.
С наступлением постиндустриальной эпохи всё больше и больше источников шумового загрязнения (а также электромагнитного) появляется и внутри жилища человека. Источником этого шума является бытовая и офисная техника.
Более половины населения Западной Европы проживает в районах, где уровень шума составляет 60-65 дБ.

## Влияние на здоровье людей
Шум в определённых условиях может оказывать значительное влияние на здоровье и поведение человека. Шум может вызывать раздражение и агрессию, артериальную гипертензию (повышение артериального давления), тиннитус (шум в ушах), потерю слуха. При чрезмерном уровне шум влияет на орган слуха, центральную нервную систему и сердечно-сосудистую систему. По данным В. Артамоновой изменения в нервной системе в 2/3 случаев начинаются до того, как начнётся понижение слуха (кохлеарный неврит).
Шум влияет на обмен веществ, угнетает окислительные процессы, способствует развитию гипертонической болезни.
| Эквивалентный уровень шума, дБ(А) | Продолжительность работы, лет | Продолжительность работы, лет | Продолжительность работы, лет | Продолжительность работы, лет |
| Эквивалентный уровень шума, дБ(А) | 5                             | 10                            | 15                            | 20                            |
| --------------------------------- | ----------------------------- | ----------------------------- | ----------------------------- | ----------------------------- |
| до 80                             | 0                             | 0                             | 0                             | 0                             |
| 85                                | 1                             | 3                             | 5                             | 6                             |
| 90                                | 4                             | 10                            | 14                            | 16                            |
| 95                                | 7                             | 17                            | 24                            | 28                            |
| 100                               | 12                            | 29                            | 37                            | 42                            |
| 105                               | 18                            | 42                            | 53                            | 58                            |
| 110                               | 26                            | 55                            | 71                            | 78                            |

Нарушением слуха при вычислениях для таблицы считалось стойкое снижение постоянного порога слуха не менее чем на 25 дБ.
Противопоказаниями для работы в условиях повышенного уровня шума являются:
- стойкое понижение слуха хотя бы на одно ухо (по любой причине);
- отосклероз и любые другие заболевания уха с неблагоприятным прогнозом для слуха;
- нарушение работы вестибулярного аппарата (по любой причине);
- неврозы (неврастения, истерия, психопатия);
- заболевания сердечно-сосудистой системы;
- гипертоническая болезнь;
- стойкая сосудистая дистония и стенокардия;
- невриты и полиневриты;
- органические заболевания центральной нервной системы (включая эпилепсию);
- язвенная болезнь двенадцатиперстной кишки в стадии обострения (стр. 206[1]).

Точно предсказать снижение порога слуха у конкретного рабочего невозможно — это зависит от его индивидуальной «живучести» при воздействии данного вредного производственного фактора. Реальная эффективность средств индивидуальной защиты (вкладыши, наушники), как правило, значительно ниже получаемой при сертификационных испытаниях, она непредсказуема у конкретного рабочего, и поэтому они не позволяют надёжно предотвратить ухудшение здоровья. При работе в условиях чрезмерного уровня шума необходимо регулярно проходить медосмотры и проводить при этом аудиометрию.
Наибольшее раздражение вызывает шум в диапазоне частот 3000÷5000 Гц.
Хроническая подверженность шуму на уровне более 90 дБ может привести к потере слуха.
При шуме на уровне более 110 дБ у человека возникает звуковое опьянение, по субъективным ощущениям аналогичное алкогольному или наркотическому.
При шуме на уровне 145 дБ у человека происходит разрыв барабанных перепонок.
Восприимчивость к шуму зависит также от возраста, темперамента, состояния здоровья, окружающих условий и т. д.
Дискомфорт вызывает не только шумовое загрязнение, но и полное отсутствие шума. Более того, звуки определённой силы повышают работоспособность и стимулируют процесс мышления (в особенности процесс счёта), а при полном отсутствии шумов человек теряет работоспособность и испытывает стресс. Наиболее оптимальными для человеческого уха являются естественные шумы: шелест листьев, журчание воды, пение птиц. Индустриальные шумы любой мощности не способствуют улучшению самочувствия. Шум от автомобильного транспорта способен вызывать головные боли.

## Влияние на окружающую среду
Шумовое загрязнение быстро вызывает нарушение естественного баланса в экосистемах. Шумовое загрязнение может приводить к нарушению ориентирования в пространстве, общения, поиска пищи и т. д. В связи с этим некоторые животные начинают издавать более громкие звуки, из-за чего они сами будут становиться в роли вторичных звуковых загрязнителей, ещё сильнее нарушая равновесие в экосистеме.
Одними из самых известных случаев ущерба, наносимых шумовым загрязнением природе, являются многочисленные случаи, когда дельфины и киты выбрасывались на берег, теряя ориентацию из-за громких звуков военных гидролокаторов (сонаров).

## Уменьшение шума и его контроль
В настоящее время разработано много методик, позволяющих уменьшить или устранить некоторые шумы.
Шумовое загрязнение от какого-либо объекта можно до некоторой степени уменьшить, если при проектировке этого объекта, учитывая различные внешние условия (например, топологию и погодные условия местности), просчитать характер шумов, которые будут возникать, и затем отыскать пути их устранения или хотя бы уменьшения; в настоящее время этот способ стал гораздо проще и доступнее за счёт развития электронно-вычислительной техники. Это наиболее дешёвый и рациональный способ снижения шумов, использующийся, например, при строительстве железных дорог в городских районах.
В некоторых случаях рациональнее на данный момент бороться не с причиной, а со следствием. Например, проблему шумового загрязнения жилых помещений можно значительно уменьшить за счёт их звукоизоляции (установка специальных окон и т. п.). В США звукоизоляцию жилых зданий спонсирует Федеральная администрация по авиации США (FAA).

## Регламентация шумового загрязнения
Вплоть до 1970-х годов правительства, как правило, рассматривали шум как «неприятность», а не как экологическую проблему.
Многие конфликты из-за шумового загрязнения решаются путем переговоров между излучателем и приемником. Процедуры эскалации варьируются в зависимости от страны и могут включать действия совместно с местными властями, в частности полицией.
В США главной организацией, выступающей за уменьшение шумового загрязнения, является Noise Free America.
Как наиболее информативный инструмент, применяется шумовая карта города, муниципального образования или района. Шумовые карты находят своё применение в градостроительстве, экологии, санитарно-эпидемиологическом надзоре. В связи с развитием открытых геоинформационных сервисов, стало возможно делать интерактивные шумовые карты, данная шумовая карта была реализована как разновидность тепловых карт, где в зависимости от уровня воздействия фактора выбирается интенсивность окраски точки данных.

### В России
В Российской Федерации действуют ГОСТы и санитарные нормы (СН 2.2.4-2.1.8.562-96 «Шум на рабочих местах, в помещениях жилых, общественных зданий и на территории жилой застройки»), регулирующие предельно допустимый уровень (ПДУ) шума для рабочих мест, жилых помещений, общественных зданий и территорий жилой застройки.
Для ночного времени суток ПДУ шума для автомобилей на городских автодорогах составляет 40 дБ, в то время как на многих автомагистралях Москвы и других крупных городов России уровень шума составляет не менее 70 дБ.
В настоящее время, для оперативного контроля шумовой обстановки применяют ГОСТ Р 53187-2008 Акустика. Шумовой мониторинг городских территорий. На основании этого ГОСТа составляют оперативные шумовые карты, выделяют зоны акустического дискомфорта и др.